# S/S Corvus
S/S Corvus av Bergen var ett norskt ångfartyg som byggdes av Kjøbenhavns Flydedok & Skibsværft A/S, Köpenhamn och levererades till Det Bergenske Dampskibsselskab 1920. Corvus sänktes av en tysk ubåt i andra världskrigets slutskede.

## Historia
- 1921 – Corvus levereras till Det Bergenske Dampskibsselskab, BDS.[1]
- 1938 – Ny radio och pejlapparat installeras ombord.[1]

### Andra världskriget
År 1940 överfördes Corvus till Nortraship i London och började gå i konvoj över Nordsjön. Den 7 april anslöt hon sig till konvojen HN25, två dagar innan Tyskland invaderade Norge. Corvus tillbringade resten av 1940 i kustvatten runt Storbritannien, med tillfälliga resor över Atlanten till Kanada. 1941 gjorde hon en resa till Västafrika, Lagos och Port Harcourt samt korsade åter Atlanten två gånger, Halifax, Nova Scotia och New York. I februari 1944 gick Corvus till Liverpool och låg vid varv i fyra månader för reparationer innan hon åter gick i tjänst runt Storbritannien.

#### Sista resan
I slutet av februari 1945 lastade Corvus kol i Garston nära Liverpool och avseglade med konvoj mot Plymouth. Utanför Lizard i Cornwall träffades Corvus av en torped som rev upp styrbords sida. Fartyget fick kraftig slagsida och sjönk inom ett par minuter. Åtta besättningsmän dog direkt eller drunknade. Ett svenskt och ett irländskt fartyg räddade 17 man och landsatte dem i Falmouth. Den brittiska fregatten HMS ''Loch Fada'' sänkte den tyska ubåten U 1018 med sjunkbomber och kaptenlöjtnant Walter Burmeister tillfångatogs.